# Castelo de Calamès
O castelo de Calamès é uma antiga fortificação, atualmente em ruínas, localizado a sul de Foix, no departamento de Ariège, em França. Está implantado perto da comuna de Bédeilhac-et-Aynat. Está a 1002 metros de altitude.
Do castelo apenas subsiste a torre em ruínas composta por duas paredes de pedra.

## História
Mencionado pela primeira vez no século XIII, pertencia ao condado de Foix. Serviu de local estratégico em disputas opondo o condado de Foix e o Reino de França e de Aragão entre 1272 e 1298. Não tendo mais interesse estratégico, foi deixado ao abandono no século XIV.[carece de fontes?]